# 卡尔·雅各布·布尔克哈特

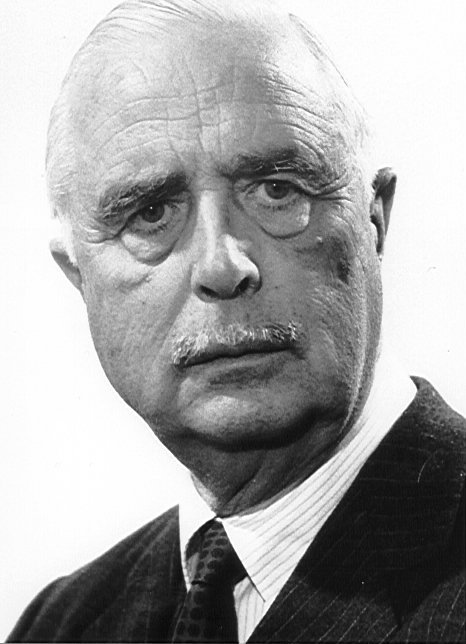
雅各布·布尔克哈特 (红十字照片)

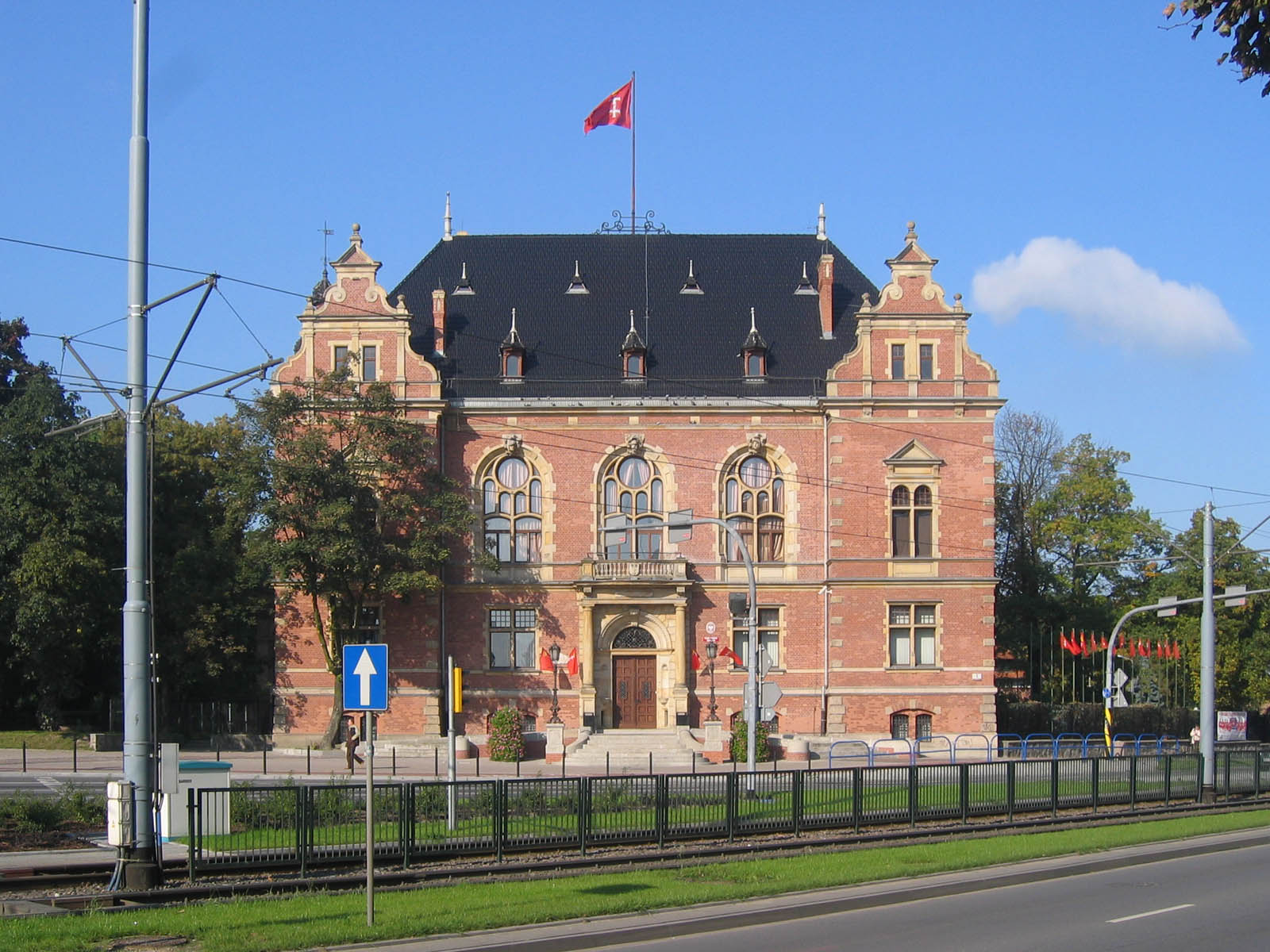
但泽自由市国际联盟高级专员的办公地点

卡尔·雅各布·布尔克哈特（德語：Carl Jacob Burckhardt；1891年9月10日—1974年3月3日）是瑞士外交官和历史学家。他的职业生涯在历史学术研究与外交职务间交替转换。作为外交家最突出的经历是1937至1939年间担任但泽自由市国际联盟高级专员，以及1945至1948年间担任红十字国际委员会主席。

## 生平
布尔克哈特出生于巴塞尔，父亲为卡尔·克里斯托夫·布尔克哈特。他在巴塞尔和施泰克博恩的葛拉瑞丝歌就读高中，接着在巴塞尔、苏黎世、慕尼黑以及哥廷根读大学，尤其受到恩斯特·加利亚尔迪和海因里希·韦尔夫林两位老师的影响。
1918至1922年在奥匈帝国垮台后的混乱时期，他在瑞士驻奥地利公使馆工作，获得了第一次外交官经历，并与胡戈·冯·霍夫曼斯塔尔相熟识。布尔克哈特于1922年获得博士学位，之后接受红十字国际委员会的任命去往小亚细亚，协助重新安置1922年希腊战败后被从土耳其驱逐出境的希腊人。
随后他返回瑞士，与贡扎格·雷诺之女伊丽莎白·雷诺结婚，并走上学术探求之路。1927年他被任命为苏黎世大学编外讲师，1929年被任命为当代史特聘教授。1932至1937年他在新近成立的日内瓦高级国际关系及发展学院担任正式教授。期间他于1935年发表了红衣主教黎塞留综合传记的第一卷，而全套传记随着1967年第四卷的发表才宣告最终完成。
1937年他重返外交领域，于1937至1939年间担任但泽自由市最后一位国际联盟高级专员。任职期间，他致力于维持国际联盟所确定的但泽的国际地位。他试图抵挡德国愈发膨胀的需求，这使其与一些主要纳粹党人取得联系。随着德军入侵波兰并吞并但泽，这项使命最终以失败告结。
在这段高级专员的经历之后，他返回日内瓦重拾教师之职，度过了二战的剩余时日（1939至1945年）。任职期间，他还活跃于红十字国际委员会，发挥主导作用，多次去往德国进行交涉，为平民和战俘争取更好的待遇，部分地应用到了他在但泽担任高级专员的两年中积累的关系网。
战后他成为红十字国际委员会主席，从1945年任职至1948年。他在组织上加强了国际红十字机构与各国红会的融合；政治上他的行为引起争议，坚持红十字国际委员会在国际争端中的严格中立政策，以致当纳粹暴行曝光后仍拒绝对其给予官方谴责。他强烈反共，甚至认为纳粹都不比共产主义邪恶。这段时期内，1945至1949年，他同时在巴黎任瑞士使节。
1949年后他重归学术生涯，在接下来的几十年中发表了一些关于历史的书籍。1954年他被授予德国书商和平奖。他于1974年逝世于凡泽尔，其妻子去世于1989年。

## 作品
- Der Berner Schultheiss Charles Neuhaus (1925)
- Richelieu (4 vols., 1935–67)
- Gestalten und Mächte (1941)
- Reden und Aufzeichnungen (1952)
- Meine Danziger Mission, 1937–1939 (1960)
- GW (6 vols., 1971)
- Memorabilien (1977)
- Briefe: 1908–1974 (1986)